# كانوسا سانيتا
كانوسا سانيتا (بالإيطالية: Canosa Sannita)‏ هي بلدية في مقاطعة كييتي في إقليم أبروتسو الإيطالي.

## السكان
في سنة 1861 بلغ عدد السكان 1٬434 نسمة، وتطور العدد ليصل في سنة 2011 لـ 1٬441 نسمة.
يظهر هذا المخطط البياني تطور النمو السكاني لـ كانوسا سانيتا